# Jacqueline Seifriedsberger
Jacqueline Seifriedsberger, avstrijska smučarska skakalka, * 20. januar 1991, Ried im Innkreis, Avstrija

## Tekmovalna kariera

### Začetki, 2003-05
Jacqueline je na mednarodnem prizorišču od leta 2003. 13. avgusta tega leta je v starosti komaj 12 let in pol nastopila na tekmi FIS v domačem Bischofshofnu na 70 metrski skakalnici in zasedla enajsto mesto. 
Na tekmi za kontinentalni pokal je prvič nastopila 23. julija 2004 v Park Citiju, ko je bila dobra osma. Naslednjega dne je potrdila dober rezultat z desetim mestom. Nato je v prvi organizirani sezoni tega tekmovanja, to je bilo v 2004-05, nastopala solidno, sploh če upoštevamo starost štirinajstih let, redno osvajala mesta med dobitnicami točk in se petkrat uvrstila med najboljšo deseterico. V skupnem seštevku je končala na enajstem mestu s 290 točkami.
Pri starosti 15 let je nastopila na prvem mladinskem svetovnem prvenstvu za ženske, ki je bilo v Kranju dne 5. februarja 2006. Tam je zasedla šesto mesto.

### 2008: mladinska svetovna prvakinja
Februarja 2008 se je v starosti 17 let udeležila mladinskega svetovnega prvenstva v poljskih Zakopanih. Tam je dne 28. februarja zmagala na tekmi posameznic in osvojila zlato medaljo.
Vsega skupaj je med letoma 2006 in 2011 nastopila na šestih mladinskih prvenstvih. Poleg ene zmage je zasedala na preostalih petih sama mesta takoj za medaljami. Tako je bila po enkrat četrta in peta ter kar trikrat šesta. Torej vedno dosti blizu mestom, ki prinašajo kolajne.

### Svetovni pokal, 2012-16
Za sezono 2011-12 je zveza FIS organizirala prvo tekmovanje za ženske smučarske skoke na ravni svetovnega pokala. Prva tekma je bila prirejena 3. decembra 2011 v Lillehammerju in na njej je nastopila tudi Seifriedsbergerjeva, ki je bila uvrščena na 13. mesto. Nato je v nadaljevanju dosegla sedem uvrstitev med prvo deseterico, med njimi tudi prvo uvrstitev na oder za zmagovalke. To je bilo 12. februarja 2012, ko je na tekmi v Ljubnem bila tretja. Na koncu je v skupnem seštevku te zgodovinske prve ženske sezone končala na 11. mestu s 327 osvojenimi točkami.
V sezoni 2012-13 je nastopila na štirinajstih posameznih tekmah in na vseh se uspela uvrstiti med prvo deseterico. Njen najslabši rezultat je bilo deveto mesto, zato pa se je na zmagovalni oder povzpela osemkrat, od tega je enkrat zmagala, bila trikrat druga ter štirikrat tretja. Prvo zmago v svetovnem pokalu je dosegla 3. februarja 2013 v japonskem Saporu. V skupnem seštevku te za Jacqueline uspešne sezone je s 817 točkami zasedla nehvaležno četrto mesto, za tretje uvrščeno Coline Mattel je zaostala zgolj za šest točk.
V poletju 2013 je nastopila na štirih tekmah poletne velike nagrade in se dvakrat uvrstila med prvih deset, najboljša je bila peta. Nato pa je v zimi 2013-14 nastopila zgolj na prvi prireditvi v Lillehammerju. Najprej je bila na moštveni tekmi s postavo Nemčije druga, nato je na tekmi posameznic zasedla peto mesto. Ta edini rezultat v celi sezoni ji je prinesel 45 točk in končno 41. mesto.
Vrnila se je v naslednji sezoni. Na začetku zime je 12. decembra zmagala na tekmi celinskega pokala v norveškem Notoddnu kjer je slavila pred rojakinjo Danielo Iraschko-Stolz. Nato je v svetovnem pokalu redno osvajala mesta, ki prinašajo točke. Med drugim je bila štirikrat uvrščena med prvo deseterico, od tega kar trikrat na nehvaležnem četrtem mestu. V seštevku sezone je zbrala 370 točk in zasedla končno deveto mesto.
V sezoni 2015-16 se je dokaj redno uvrščala na mesta med prvih deset in bila trikrat na odru za zmagovalke, vsakič je bila tretja. Skupaj je zbrala kar šestnajst uvrstitev v prvo deseterico in sezono končala na četrtem mestu s 695 osvojenimi točkami.

## Dosežki v svetovnem pokalu

### Uvrstitve po sezonah
| Sezona  | Uvrstitev | Točke |
| ------- | --------- | ----- |
| 2011-12 | 11.       | 327   |
| 2012-13 | 4.        | 817   |
| 2013-14 | 41.       | 45    |
| 2014-15 | 9.        | 370   |
| 2015-16 | 4.        | 695   |
| 2016-17 | 8.        | 544   |

### Uvrstitve na stopničke po sezonah
| Sezona  | 1 | 2 | 3  | Skupaj |
| 2011-12 | - | - | 1  | 1      |
| 2012-13 | 1 | 3 | 4  | 8      |
| 2013-14 | - | - | -  | -      |
| 2014-15 | - | - | -  | -      |
| 2015-16 | - | - | 3  | 3      |
| 2016-17 | - | - | 2  | 2      |
| Skupaj  | 1 | 3 | 10 | 14     |

### Zmage (1)
| Št. | Sezona  | Datum           | Prizorišče | Skakalnica              | Velikost |
| --- | ------- | --------------- | ---------- | ----------------------- | -------- |
| 1.  | 2012/13 | 3. februar 2013 | Saporo     | Mijanomori HS100        | srednja  |
| 2.  | 2023/24 | 3. februar 2024 | Willingen  | Mühlenkopfschanze HS147 | velika   |
| 3.  | 2024/25 | 26. januar 2025 | Zao        | Jamagata HS102          | srednja  |